# Evelyn Waugh
Arthur Evelyn St. John Waugh (West Hampstead, Londres; 28 de octubre de 1903-Combe Florey, Somerset; 10 de abril de 1966), más conocido como Evelyn Waugh (/ˈiːvlɨn ˈwɔː/), fue un novelista británico de la primera mitad del siglo XX.
Nacido en uno de los barrios de cinturón londinense, en 1910 comenzó sus estudios en el colegio Heath Mount, y en 1917 pasó al “Lancing College” en Sussex. En 1928 contrajo matrimonio con Evelyn Gardener de la que se divorciaría dos años después, coincidiendo con su entrada en la confesión católica. En 1937 se casó con Laura Herbert, con la que tuvo tres hijos.
Muchos de sus libros están inspirados en sus viajes: por el Mediterráneo, en 1929; África en 1930; Sudamérica en 1933; Abisinia en 1935. Participa en la Segunda Guerra Mundial y en 1944 es destinado a Yugoslavia, regresando a Londres al concluir el conflicto. En 1947 visita Estados Unidos y Jamaica; y en 1958 viaja de nuevo por África.
Recordado por Retorno a Brideshead,  muchas de las novelas de Waugh reflejan la alta sociedad y aristocracia británica, satirizada por la ausencia de valores, en especial, de la sociedad londinense. También usa el humor negro y satírico en obras como Un puñado de polvo o Decadencia y caída (Decline and Fall). Escribió relatos, biografías y el primer volumen de su inacabada autobiografía, Una educación incompleta.

### Novelas
- The Temple at Thatch (1924–25, inédito)
- Decline and Fall (1928, edición revisada con nuevo prefacio de Waugh en 1962) - Decadencia y caída (Editorial Anagrama, S.A., 1986, ISBN 978-84-339-3049-1)
- Vile Bodies (1930, edición revisada con nuevo prefacio de Waugh en 1965) - Cuerpos viles (Editorial Anagrama, S.A. 2003, ISBN 978-84-339-3187-0)
- Black Mischief (1932, edición revisada con nuevo prefacio de Waugh, 1962)- Merienda de negros (Anagrama, 2003, ISBN 978-84-339-3070-5)
- A Handful of Dust (1934, edición revisada con nuevo prefacio de Waugh, 1964) - Un puñado de polvo (Alianza Editorial, 1972, ISBN 978-84-206-1424-3) (Impedimenta, 2025, ISBN 978-84-19581-99-0)
- Scoop (1938, edición revisada con nuevo prefacio de Waugh en 1964) - ¡Noticia bomba! (Anagrama, 1988, ISBN 978-84-339-3064-4)
- My Father's House (1939, primera sección de Work Suspended publicada en noviembre de 1941) Retitulada "A Death" cuando se volvió a publicar como parte de Work Suspended
- Work Suspended (1939, publicada en 1942, versión revisada Work Suspended and Other Stories en 1949) - Obra suspendida: dos capítulos de una novela inconclusa (Treviana Ediciones, 2009, ISBN 978-84-936660-6-4)
- Put Out More Flags (1942, edición revisada con nuevo prefacio de Waugh en 1967) - Más banderas (Alianza Editorial, S.A. 1975, ISBN 978-84-206-1556-1)
- Brideshead Revisited: The Sacred and Profane Memories of Captain Charles Ryder (1945, edición revisada con nuevo prefacio de Waugh en 1960) - Retorno a Brideshead (Editorial Argos Vergara, S.A., 1982, ISBN 978-84-7178-431-5)
- The Loved Ones (1948, edición revisada con nuevo prefacio de Waugh en 1965) - Los seres queridos (Argos Vergara, 1983, ISBN 978-84-7178-621-0)
- Helena (1950) - Elena (Edhasa 1990, ISBN 978-84-350-0553-1)
- Men at Arms (1952) - Hombres en armas (Ediciones Cátedra, S.A., 2003, ISBN 978-84-376-2106-7)
- Love Among the Ruins (1953) - Amor entre ruinas (Emecé, 1954)
- Officers and Gentlemen (1955) - Oficiales y caballeros (Cátedra, 2010, ISBN 978-84-376-2644-4)
- The Ordeal of Gilbert Pinfold (1957) - La prueba de fuego de Gilbert Pinfold (Homo Legens, S. L., 2007, ISBN 978-84-935556-8-9)
- Unconditional Surrender (1961) - Rendición incondicional (Cátedra, 2011, ISBN 978-84-376-2857-8)
- Trilogía Sword of Honour (1965): un único volumen que incluía Men at Arms, Officers and Gentleman y Unconditional Surrender con correcciones de texto.

### Otras obras
- Rossetti, His Life and Works (1928) - Biografía
- Labels, A Mediterranean Journal (1930) - Etiquetas: Viaje por el Mediterráneo (Península, 2002) - Libro de viajes
- Remote People (1931) - Gente remota (La Coruña, Ediciones del Viento, 2003; De Bolsillo / Random House Mondadori, 2009) - Libro de viajes.
- Ninety-Two Days (1934)  - Noventa y dos días  (La Coruña, Ediciones del Viento, 2005) - Libro de viajes
- Edmund Campion (1935) - Biografía
- Mr Loveday's Little Outing and Other Sad Stories (1936) - Relatos
- Waugh in Abyssinia (1936)  - Libro de viajes
- Robbery Under Law (1939) - Robo al amparo de la ley (Conaculta, 1996) - Libro de viajes
- Scott-King's Modern Europe (1947) - Neutralia. La Europa moderna de Scott-King (edición crítica y traducción de Carlos Villar Flor). Palencia: Menoscuatro, 2010 - Relatos
- The Holy Places (1952)  - Libro de viajes
- Love Among The Ruins (1953; short story) - Relatos
- The Life of the Right Reverend Ronald Knox (1959; biography) - Biografía
- A Tourist in Africa (1960; travel) - Un turista en Africa (Círculo de lectores, 1969) - Libro de viajes
- Basil Seal Rides Again (1963) - Relatos
- A Little Learning (1964) - Una educación incompleta: autobiografía parcial (Libros del asteroide, 2007) - Autobiografía
- The Complete Short Stories (1998) - Relatos
- The Diaries of Evelyn Waugh, editados en inglés por Michael Davie (1976)
- A Little Order, editado en inglés por Donat Gallagher (1977)
- The Letters of Evelyn Waugh, editadas en inglés por Mark Amory (1980)
- The Essays, Articles and Reviews of Evelyn Waugh, editados en inglés Donat Gallagher (1983)
- Mr Wu & Mrs Stitch: The Letters of Evelyn Waugh and Diana Cooper, editadas en inglés por Artemis Cooper (1991)
- The Letters of Nancy Mitford and Evelyn Waugh, editadas en inglés por Charlotte Mosley (1996)

### Escritos académicos
- Villar Flor, Carlos (1997). Personaje y caracterización en las novelas de Evelyn Waugh. Logroño: Universidad de La Rioja. Servicio de Publicaciones. ISBN 978-84-88713-53-7.